# Aššur-dán II.
Aššur-dán II (akkadsky (Bůh) Aššur (můj) soudce) byl asyrský král. Nastoupil na trůn po svém otci Tiglatpilesarovi II. roku 935 př. n. l.
Aššur-dánovi se za jeho vlády konečně podařilo zastavit vleklou krizi, ve které se Asýrie již dlouho nalézala. Soustředil se na stabilizaci vnitřních poměrů (ustanovením nových správcovských úřadů v provinciích tyto znovu získal pod svou kontrolu), výstavbu měst a opevnění, pomoc zemědělcům, jejich zásobování zemědělským nářadím a hlavně v rozšiřování orné půdy. To vše vedlo k pozdějším rekordním sklizním.
Jeho cílem bylo obnovit kontrolu nad územím Asýrie v jeho přirozených hranicích. Po dlouhé době také podnikal kampaně proti kočovným aramejským kmenům po vzoru svých předků Salmanassara II. a Aššur-rabi II. Bohatou kořist a velká stáda pak dopravil do Aššúru. Královské záznamy obsahují rovněž zmínku o výpravách do oblasti Ka-dmuhu a Kirr -juru.
V záznamech tohoto krále nenajdeme žádné informace, z nichž by bylo možné usoudit, že dosáhl nějakého velkého vojenského vítězství. Naopak se zdá, že asyrská armáda byla ještě příliš slabá, aby se odvážila zapojit do otevřené bitvy. Je zde pouze krátká zmínka o převodu válečných vozů.
V Aššúru Aššur-dán II. podle jeho nápisu obnovil „Bránu řemeslníků“, vystavěnou Tiglatpilesarem I.
Aššur-dán II. vládl 23 let a po jeho smrti na trůn nastoupil jeho syn Adad-nárárí II. Ten a jeho další nástupci těžili ze základů vybudovaných Aššur-dánem a Asýrie se opět stala významnou mocností.